# Epicuro
Epicuro (en griego: Ἐπίκουρος, Epíkouros) también conocido como Epicuro de Samos, (Samos, 341 a. C. - Atenas, 271 a. C./270 a. C.) fue un filósofo griego, fundador de la escuela que lleva su nombre (epicureísmo). Los aspectos más destacados de su doctrina son el hedonismo racional y el atomismo. Influido por Demócrito, Aristipo, Pirrón, y posiblemente Aristóteles y los cínicos, se volvió contra el platonismo y estableció su propia escuela en Atenas, conocida como el "Jardín" (kêpos; hortus), donde permitió el acceso de mujeres, prostitutas y esclavos. Se dice que escribió más de 300 obras sobre diversos temas, pero la gran mayoría de estos escritos se han perdido. Solo tres cartas escritas por él, la Carta a Heródoto, Pítocles y Meneceo; y dos colecciones de citas, las Máximas capitales y las Sentencias Vaticanas, han sobrevivido intactas.
Como Aristóteles, Epicuro era un empirista, lo que significa que creía que los sentidos son la única fuente confiable de conocimiento sobre el mundo. Las experiencias sensoriales repetidas se pueden utilizar para formar conceptos (prolepsis) sobre el mundo que pueden proporcionar la base para la filosofía. Derivó gran parte de su física y cosmología del filósofo atomista Demócrito. Enseñó que el universo es infinito y eterno, donde toda la materia está formada por diminutas partículas invisibles llamadas átomos. Se manifestó en contra del destino, la necesidad y el recurrente sentido griego de fatalismo. La n que no hay que temerle a la muerte, ya que esta consiste en la falta de sensación, por lo que no tiene sentido espantarnos por algo que nunca vamos a sentir. A su vez, explicó que mientras existimos, la muerte no estará presente, y cuando esté presente, nosotros no existiremos, lo que significa que jamás estaremos en una relación directa con nuestra muerte, concluyendo así con la idea de que no hay que temerle a algo que no estará presente mientras existamos en este mundo.
Aunque la mayor parte de su obra se ha perdido, conocemos bien sus enseñanzas a través de la obra De rerum natura, del poeta latino Lucrecio (un homenaje a Epicuro y una exposición amplia de sus ideas), así como a través de sus cartas recogidas por Diógenes Laercio y fragmentos rescatados por otros filósofos como Filodemo de Gadara, Diógenes de Enoanda, Sexto Empírico, Séneca y Cicerón. El epicureísmo alcanzó la cima de su popularidad durante los últimos años de la república romana. Se extinguió a finales de la antigüedad, sujeto a la hostilidad del cristianismo primitivo. A lo largo de la Edad Media, Epicuro fue recordado popularmente, aunque de manera inexacta, como un patrón de borrachos, prostitutas y glotones. Sus enseñanzas gradualmente se hicieron más conocidas en el siglo XV, pero no se volvieron aceptables hasta el siglo XVII con figuras como Walter Charleton y Robert Boyle. Su influencia creció considerablemente durante y después de la Ilustración, impactando profundamente las ideas de pensadores modernos como Pierre Gassendi, John Locke, Thomas Jefferson, Jeremy Bentham, Karl Marx y Michel Onfray.

## Biografía

### Familia
Epicuro, el segundo de los cuatro hijos de una familia pobre, nació en el año 341 a. C. en una de las islas Espóradas griegas, Samos, lugar en el que los atenienses habían establecido una cleruquía y en el que su padre, Neocles, un maestro de escuela a quien probablemente Epicuro ayudaba, se había asentado como colono gracias a una ayuda estatal. Heredó la ciudadanía ateniense de su padre, pese a haber nacido en Samos. Su madre, Queréstrata, era adivina. También tenía tres hermanos: Neocles, Chaeredemus y Aristóbulo.

### Formación

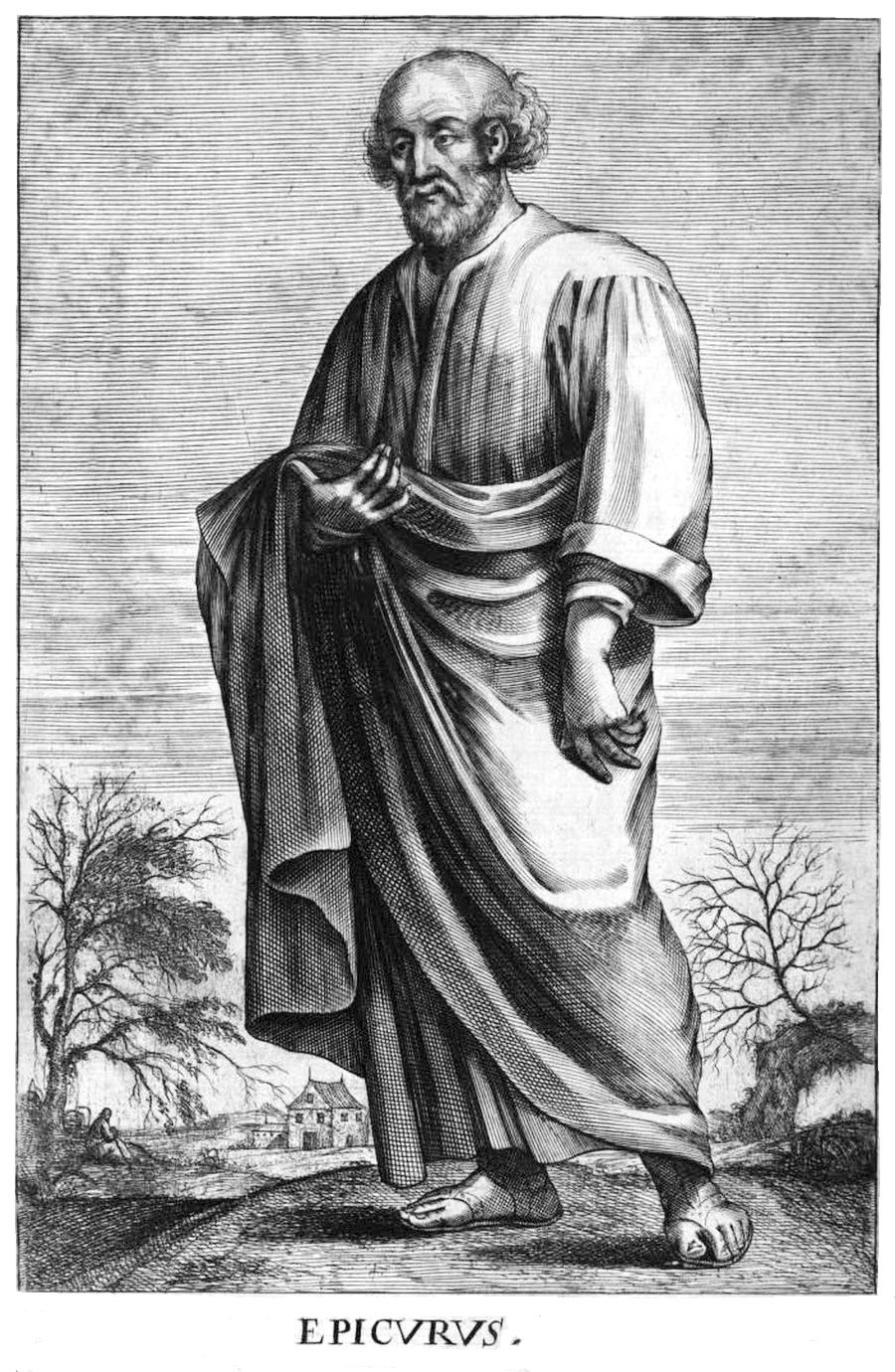
Grabado de Epicuro por Thomas Stanley (1655)

Epicuro tuvo ya desde joven un gran espíritu crítico y un gran deseo de conocimientos. Apolodoro el Epicúreo en Vida de Epicuro dice que "llegó a la filosofía por haberse decepcionado de sus maestros, cuando no supieron explicarle la cuestión del Caos (χάους) de Hesíodo". Es probable que, al no querer aceptar exclusivamente las enseñanzas tradicionales de las escuelas, se dedicara a leer a distintos filósofos. Así, comenzó a estudiar filosofía a edad temprana y ya con catorce años fue alumno de un hombre llamado Pánfilo (discípulo de Platón), que vivía en la isla y de quien Epicuro aprendió las bases del idealismo platónico, que posteriormente consideraría un fraude y rechazaría en su filosofía.
En el año 323 a. C., con dieciocho años, marchó a Atenas para cumplir el servicio militar. Terminado este, regresó con su familia en el 321 a. C., aunque en esta ocasión lo hizo a la ciudad de Colofón. Allí se habían trasladado tras entrar en vigor el año anterior un decreto de amnistía política, gracias al cual los desterrados pudieron recuperar sus tierras en Samos; por tanto, los colonos como la familia de Epicuro, hubieron de abandonarlas.
En dicha ciudad permaneció durante una década, hasta el 311 a. C. Allí estudió con Nausífanes, un filósofo atomista discípulo de Demócrito y de Pirrón, con quien tuvo una relación decisiva en su formación, a pesar de que posteriormente Epicuro dirigió contra él duras críticas e improperios. Demetrio de Magnesia sostiene que fue discípulo de Jenócrates y Apolodoro también dice que fue de Lisifanes y Praxifanes. Aun así, el filósofo se consideró como autodidacta, "discípulo de sí mismo".

### Magisterio
Tras esos años de formación, comenzó una etapa magisterial estableciendo en el año 311 a. C. su primera escuela de filosofía en la ciudad de Mitilene, en Lesbos. La oposición de Epicuro al platonismo, filosofía dominante en la educación superior, formó una gran parte de su pensamiento. Otros filósofos que detestaba fueron Protágoras, los cínicos, pirrónicosy  cirenaicos. Tenía afecto por Anaxágoras y Arquelao, maestro de Sócrates.
Sin embargo, tuvo que abandonar la escuela al poco tiempo debido a rivalidades con los aristotélicos de la ciudad. Aunque se desconocen los motivos exactos de dichas rivalidades, aquel enfrentamiento pudo haber sido una de las primeras reacciones antiepicúreas, aunque se debe tener en cuenta que el carácter de juventud de Epicuro podría distar de su posterior mansedumbre.
Posteriormente se estableció en Lámpsaco, donde permaneció durante cuatro años en los cuales tuvo gran actividad. Allí estableció nuevamente una escuela gracias a amigos influyentes y consiguió un círculo de discípulos y seguidores, entre los que se encontraban Idomeneo, Metrodoro, Leonteo y su mujer Temista, Colotes, Pitocles y Timócrates; posiblemente también en Lámpsaco conoció a Hermarco, quien le acabaría sucediendo al frente de la dirección del Jardín.

#### El Jardín
En el año 306 a. C., a los 35 años, regresó a Atenas, donde permanecería hasta su muerte, para fundar su escuela de filosofía. Compró una casa y un pequeño terreno en sus cercanías, a las afueras de Atenas, de camino al Pireo; allí fundó el Jardín, su escuela. El Jardín ofrecía un lugar tranquilo, alejado del bullicio de la urbe, en el que tenían lugar desde charlas y convivencias hasta comidas y celebraciones. Se trataba, pues, de un lugar más destinado al retiro intelectual de un grupo de amigos que de un lugar para la investigación científica y a la paideía superior, a diferencia de la Academia de Platón o el Liceo de Aristóteles.Séneca registra una inscripción en la puerta del Jardín en la epístola XXI de las Cartas a Lucilio: «Extraño, tu tiempo será agradable aquí. En este lugar el mayor bien es el placer».
Eran admitidas al Jardín personas de toda condición y clase, por lo que llegó a ser causa de escándalo. Incluía a personas respetables, pero igualmente a gentes de vida disoluta. También a mujeres como Temista, prostitutas heteras como Leontion y a esclavos como Mus y Fedrión, lo que en aquella época constituía un hecho inusual para una escuela filosófica.

### Muerte
Fue maestro de la misma hasta su fallecimiento en el año 270 a. C., a la edad de 71 años. Epicuro nunca se casó y no tuvo hijos conocidos. Dejó la dirección de su escuela a Hermarco de Mitilene, quien afirmó que su maestro, después de verse atormentado por crueles dolores durante catorce días, sucumbió víctima de una retención de orina causada por el mal de la piedra. A pesar de sufrir un inmenso dolor, se dice que Epicuro se mantuvo alegre y continuó enseñando hasta el final. En su testamento, conservado por Diógenes Laercio, otorgó la libertad a cuatro de sus esclavos. En una carta de su lecho de muerte, Epicuro encomendó a los hijos de su difunto estudiante Metrodoro al cuidado de Idomeneo, quien se había casado con Batis, la hermana de Metrodoro.
Según Diskin Clay, el propio Epicuro estableció la costumbre de celebrar su cumpleaños anualmente con comidas comunes como heros ktistes ("héroe fundador") del Jardín. Ordenó en su testamento fiestas conmemorativas anuales para sí mismo en la misma fecha (10 del mes de Gamelion). Comunidades epicúreas continuaron esta tradición, refiriéndose a Epicuro como su "salvador" (soter) y celebrándolo como héroe. El culto al héroe de Epicuro puede haber operado como una religión civil del Jardín. Sin embargo, la clara evidencia de un culto al héroe epicúreo, así como el culto en sí, parece sepultado por el peso de la interpretación filosófica póstuma. En el 20 de cada mes era para los epicúreos Eikas, un día festivo en honor de su maestro y Metrodoro.

## Obras
Según la obra Vidas, opiniones y sentencias de los filósofos más ilustres del antiguo doxógrafo griego, Diógenes Laercio, Epicuro dejó a su muerte más de 300 manuscritos, incluyendo 37 tratados sobre física y numerosas obras sobre el amor, la justicia, los dioses y otros temas. Según Diógenes Laercio, las principales obras de Epicuro incluyen:
1. De la naturaleza (treinta y siete libros)
2. De los átomos y el vacío
3. Del amor
4. Epítome de los escritos contra los físicos
5. Dudas contra los megáricos
6. Sentecias selectas
7. De las sectas
8. De las plantas
9. Del fin
10. Del criterio o Canon
11. Queredemo o De los dioses
12. De la santidad o Hegesianax
13. De las vidas
14. De las obras justas
15. Neocles
16. A Temista
17. El Banquete (Simposio)
18. Euríloco
19. A Metrodoro
20. De la visión
21. Del ángulo del átomo
22. Del tacto
23. Del destino
24. Opiniones sobre las pasiones.[34]
25. A Timócrates.
26. Pronósticos
27. Exhortaciones
28. De las imágenes mentales
29. De la fantasía
30. Aristóbulo
31. De la música
32. De la justicia y las otras virtudes
33. De los dones y la gracia
34. Polimedes
35. Timocrates (tres libros)
36. Metrodoro (cinco libros)
37. Antídoro (dos libros)
38. Opiniones sobre enfermedades, dirigidas a Mitres
39. Calístolas
40. Del reino
41. Anamenes
42. Epístolas

De todas ellas, solo se han conservado cuarenta máximas de contenido fundamentalmente ético y gnoseológico, las llamadas Máximas capitales (Kyriai Doxai); y tres cartas transcritas por Diógenes Laercio: la Carta a Heródoto (no el historiador), que trata sobre gnoseología y física; la Carta a Pítocles, referida a la cosmología, la astronomía y la meteorología; y la Carta a Meneceo, que aborda la ética. Además, se conserva el texto de las Sentencias vaticanas (Gnomologio Vaticano), descubierto y publicado en 1888 por Karl Wotke, y que contiene citas escogidas de Epicuro, incluyendo algunas que ya aparecían en las Máximas Capitales.
Algunos breves fragmentos se han recuperado por citas de otros autores, entre ellas el tratado Sobre la Naturaleza (Περὶ Φύσεως) del filósofo epicúreo Filodemo de Gadara desde la biblioteca calcinada en Herculano. De esta obra también se han conservado fragmentos en la biblioteca del epicúreo Pisón (tal vez de Lucio Calpurnio Pisón Cesonino). Gracias a otro epicúreo, Diógenes de Enoanda (mediados del siglo II d.c), que mandó a grabar una inscripción monumental en la ciudad licia de Enoanda se conservaron otros fragmentos incluyendo una carta de Epicuro a su madre. Las doctrinas de filosofía epicúrea también fueron conservadas por filósofos romanos, como el poeta epicúreo Lucrecio en De rerum natura y por Cicerón en De natura deorum y De finibus.
En 1887, el filólogo alemán Hermann Usener compiló en su obra Epicurea los fragmentos y testimonios conservados por los autores de la Antigüedad con un apartado crítico.

## Filosofía
Mientras que para Platón y Aristóteles la filosofía es una búsqueda continua de la verdad y el conocimiento de esta trae la rectitud en la conducta humana, para Epicuro la filosofía es el arte práctico de la vida que tiene como finalidad la curación del alma humana.

Que nadie, por joven, tarde en filosofar, ni, por viejo, de filosofar se canse. Pues para nadie es demasiado pronto ni demasiado tarde en lo que atañe a la salud del alma. El que dice que aún no ha llegado la hora de filosofar o que ya pasó es semejante al que dice que la hora de la felicidad no viene o que ya no está presente.
Epicuro, Carta a Meneceo (X, 122)

Mientras que el estoicismo tuvo un largo desarrollo, las doctrinas epicúreas quedaron fijadas por su fundador. La filosofía de Epicuro consta de tres partes: la gnoseología o canónica (criteriología), que se ocupa de los criterios por los cuales llegamos a distinguir lo verdadero de lo falso; la física, que estudia la naturaleza; y la ética, que supone la culminación del sistema y a la que se subordinan las dos primeras partes.

### Canónica
Epicuro escribió un tratado titulado Κανών, o Canon, en el que explicaba sus métodos de investigación y teoría del conocimiento. Esta obra se ha perdido, por lo que la epistemología epicúrea tuvo que reconstruirse a partir de fragmentos y citas de otros autores. La canónica no es el estudio de la lógica o dialéctica, sino la criteriología que nos ayuda a distinguir lo que es verdadero y falso. Epicuro establece el conocimiento en el estudio de la naturaleza, un saber que considera útil y produce un disfrute en grado sumo. El propósito de todo conocimiento para Epicuro es ayudar a los humanos a alcanzar la ataraxia.

Toda razón pende de los sentidos, y la verdad de estos se confirma por la certidumbre de las sensaciones. Efectivamente, tanto subsiste en nosotros el ver y oír, como el sentir dolor. Así que las cosas inciertas se notan por los signos de las evidencias. Aun las operaciones del entendimiento (epinoiai) dimanan todas de los sentidos, ya por incidencia, ya por analogía, ya por semejanza y ya por complicación; contribuyendo también algo el raciocinio.
Diógenes Laercio, Vidas, opiniones y sentencias de los filósofos más ilustres. X, Epicuro, 23.

Epicuro fue un materialista sensualista. El conocimiento se basa en las sensaciones, las cuales son siempre verídicas, pues tienen por fuente la realidad objetiva fuera de la conciencia del hombre e independientemente de ella. Criticó el escepticismo de Demócrito. Para Epicuro, es imposible vivir como un escéptico, ya que al dudar de todo, no se tendría ninguna razón para participar ninguna acción en absoluto. Además, afirmar no saber algo es un tipo conocimiento, lo que implica una contradicción. Debido a esto, Epicuro creía que la experiencia es la única fuente confiable de información sobre el mundo exterior y el escéptico no tendría derecho a usar conceptos como "conocimiento" y "verdad" ya que dichos conceptos se derivan de los sentidos, los cuales un escéptico duda.

#### Teoría de la percepción
Los sentidos recogen las imágenes (del griego: τύποι «týpoi») o simulacros (del griego: εἴδωλα «eídola»; y latín: simulacra) que desprenden los cuerpos. Estas eídola están formados por átomos muy sutiles y se transmiten como efluvios que penetran en el órgano sensorial y producen la impresión. Todas las sensaciones, como la vista, el olfato o el oído, se basaban en estas partículas. Si bien los átomos que se emitían no tenían las cualidades que los sentidos percibían, la manera en que se emitían provocaba que el observador experimentara esas sensaciones; por ejemplo, las partículas rojas no eran en sí mismas rojas sino que se emitían de una manera tal que hacían que el espectador experimentara el color rojo. Así, Epicuro establece que las percepciones sensibles son verdaderas y no nos engañan, puesto que corresponden a la realidad atómica inmediata.

Desde el momento en que uno llega a cualquier punto de contradicción con la evidencia de los sentidos, será imposible poseer la perfecta tranquilidad y felicidad.
Epicuro, Carta a Pítocles (96)

#### Teoría del conocimiento
Como en Aristóteles, la epistemología de Epicuro es empirista. La sensación es la base de todo el conocimiento y se produce cuando las perfecciones que desprenden los cuerpos llegan hasta nuestros sentidos. Los sentidos son, en lugar de la idea platónica de la "razón", la única fuente confiable de información y conocimiento sobre el mundo, puesto que de lo que derivan están en correspondencia con esas mismas cosas, siendo necesario que lo que produce placer sea placentero y viceversa. Epicuro propuso tres criterios de verdad:
- Las sensaciones (aisthêsis), son el asiento de todo el conocimiento, y se origina cuando los átomos que desprenden los cuerpos llegan hasta nuestros sentidos.[46]
- Las anticipaciones (prolepsis), son sensaciones que se graban en la memoria tras recibirlas numerosas veces y sirven para predecir sensaciones futuras.[59]
- Las afecciones (pathê): son percepciones de placer y dolor. Son análogos a las sensaciones en que son un medio de percepción, pero perciben nuestro estado interno en oposición a las cosas externas. Según Diógenes Laercio, los sentimientos son cómo determinamos nuestras acciones. Si algo es placentero, buscamos esa cosa, y si algo es doloroso, lo evitamos.[64] La importancia de las afecciones radican en la influencia directa que tienen sobre la teoría ética del placer (hedoné).[65]

Estos criterios formaron el método a través del cual los epicúreos pensaron que obtenemos conocimiento. Diógenes Laercio, menciona un cuarto criterio llamado "accesiones fantásticas de la mente" (phantastikai epibolai tês dianoias) como proyecciones imaginativas del entendimiento por las cuales podemos concebir o inferir la existencia de elementos sobre cosas que no podemos percibir directamente aunque estos no sean captados por los sentidos, como los átomos y los dioses.
Todos esos aspectos, sin embargo, son solo los principios que rigen nuestro modo de conocer la realidad. El resultado de su aplicación nos lleva a concluir la concepción de la naturaleza que se detalla en la física, segunda parte de la filosofía epicúrea. Las sensaciones rigen la verdad de las proposiciones (y no al revés). El Sabio (sophos) "resuelve las cosas más importantes y difíciles con su propio juicio y reflexión". Por ello, la lógica (anteriormente denominada como dialéctica) queda arrinconada a un lado  como "superflua".
Epicuro sostiene que el error surge cuando se forman juicios sobre las cosas (hypolepsis) antes de que pueden verificarse y corregirse a través de más información sensorial adicional. Por ejemplo, si alguien ve una torre desde lejos que parece ser redonda, y al acercarse a la torre ven que en realidad es cuadrada, se daría cuenta de que su juicio inicial era erróneo, y puede corregir su error. El observador comete el error al suponer que la imagen que recibe correctamente representa el remo y no ha sido distorsionada de alguna manera. Para no hacer juicios erróneos sobre cosas perceptibles y, en cambio, verificar el propio juicio, los epicúreos creían que era necesario obtener una "visión clara" (enargeia) de lo perceptible mediante un examen más detallado.

#### Teoría del lenguaje
Para Epicuro existe una relación entre el conocimiento y el lenguaje. Él sigue una teoría naturalista evolucionaria y gradual del lenguaje. Este no es un invento humano, sino producto del ambiente del hombre y su constitución física. El significado de una palabra es, por lo tanto, un significado "natural", pero este significado queda cubierto por los usos que los hombres le dan. Volver al primer significado es volver a las ideas preconcebidas, y así recurrir a la fuente del conocimiento humano (en oposición a la dialéctica).

De lo cual resulta que al comienzo los nombres no se generaron por convención, sino que las naturalezas de los hombres, padeciendo pasiones particulares y aprehendiendo imágenes particulares según cada uno de los pueblos, emitieron de forma particular el aire dispuesto por cada una de las pasiones e imágenes, a fin de que llegara a existir la diferencia de lenguas según los lugares de asiento de los pueblos. Y luego las particularidades de cada lengua fueron establecidas en común según cada pueblo a fin de que las indicaciones resultaran menos ambiguas para los hablantes entre sí y se indicaran de modo más conciso.
Epicuro, Carta a Heródoto (75-76)

### Física
Como Demócrito, Epicuro fue un atomista. Según su física, toda la realidad está formada por dos elementos fundamentales: los átomos, materia indivisible con forma, extensión y peso; y el vacío, que no es sino el espacio en el cual se mueven esos átomos. Las doctrinas físicas de Epicuro se pueden resumir en la siguiente lista:

1. La materia es increable.
2.  La materia es indestructible.
3.  El universo está formado por cuerpos sólidos y vacío.
4.  Los cuerpos sólidos son compuestos o simples.
5.  La multitud de átomos es infinita.
6.   El vacío es infinito en extensión.
7.   Los átomos están siempre en movimiento.
8.   La velocidad del movimiento atómico es uniforme.
9.  El movimiento es lineal en el espacio, vibratorio en compuestos.
10.  Los átomos son capaces de desviarse ligeramente en cualquier punto del espacio o del tiempo.
11.  Los átomos se caracterizan por tres cualidades, peso, forma y tamaño.
12.  El número de diferentes formas no es infinito, simplemente innumerable.

#### Los átomos y el vacío
Él escribió en su Carta a Heródoto «que nada deviene a partir de lo no ente, pues todo devendría de todo»; indicando que todos los eventos tienen causas, independientemente de si esas causas son conocidas o no, ya que de lo contrario, no habría necesidad de semillas específicas para plantas y cualquier cosa podría generarse de cualquier forma de material, además que nunca se ha observado tales cosas. Del mismo modo, también escribe que nunca nada pasa a la nada, porque aquello en lo que se disiparían las cosas sería inexistente (Principio de razón suficiente). Por lo tanto afirma que: «La totalidad de las cosas fue siempre como es en la actualidad y seguirá siendo la misma porque no hay nada en lo que pueda cambiar, en la medida en que no hay nada fuera de la totalidad que pueda interferir y efectuar un cambio». Como Demócrito antes que él, Epicuro enseñó que toda la materia está compuesta por partículas extremadamente diminutas llamadas átomos (en griego: ἄτομος; que significa indivisible). El vacío es el lugar donde no hay átomos que permite el movimiento de estos. Si no hubiera vacío, «no tendrían los cuerpos dónde estar ni a través de qué moverse». A diferencia de Leucipo y Demócrito, Epicuro reconoció que para afirmar la existencia del vacío requiere negar que sea un no ser. Postulando un principio de inercia, los átomos siempre se desplazan a través del vacío sin resistencia con igual rapidez, independientemente de su peso o forma. Para responder a las objeciones que dio Aristóteles contra Demócrito, Epicuro postuló la existencia de partes mínimas que en sí mismas no tienen partes y que los átomos ocupan, rechazando así la indivisibilidad infinita del espacio de las paradojas de Zenón (véase espacio discreto). Este límite espacial sería análogo a los mínimos sensibles de la percepción visual. En consecuencia sostuvo que el movimiento es discreto y el tiempo no existe «por sí mismo aparte del movimiento de las cosas o de su inmovilidad reparadora». El tiempo en sí existe como accidente (symptōmata) de nuestra imaginación (phantasía). En respuesta a otra objeción de Aristóteles, Epicuro otorga a los átomos una tendencia innata a moverse hacia abajo por su propio peso en un universo infinito sin orientación global.
Epicuro y sus seguidores creían que los átomos y el vacío son infinitos y que, por tanto, el universo es ilimitado. Las distintas cosas que hay en el mundo son fruto de las distintas combinaciones de átomos. El ser humano, de la misma forma, no es sino un compuesto de átomos. Incluso el alma está formada por un tipo especial de átomos, más sutiles que los que forman el cuerpo. La forma en que Epicuro entendió la relación mente-cuerpo era íntegramente fisicalista. Debido a ello, cuando el cuerpo muere, el alma muere con él. Puede considerarse a Epicuro como uno de los primeros filósofos en proponer una teoría de la identidad en filosofía de la mente.

#### El azar y la libertad
La concepción atomista de Demócrito fue posteriormente criticada por Aristóteles al señalar que los átomos no podrían juntarse nunca si se moviesen solo verticalmente. Epicuro modificó la filosofía atomista en aspectos importantes, pues no acepta el determinismo que el atomismo conllevaba en su forma original. Por ello, introduce un elemento de azar en el movimiento de los átomos una desviación que ocurre en su caída en el vacío (en griego: parénklisis; en latín: clinamen). Esta reformulación es una de las innovaciones más importantes, pues el "viraje" de los átomos para Epicuro permite una desviación de la cadena de las causas y efectos contra el determinismo de Demócrito, para dejar espacio a la agencia autónoma, con lo que la libertad queda asegurada.
Epicuro fue el primero en afirmar el libre albedrío como resultado del indeterminismo fundamental en el movimiento de los átomos. Esto ha llevado a algunos filósofos a pensar que, para Epicuro, el libre albedrío fue causado directamente por la casualidad. En su De rerum natura, el poeta epicúreo Lucrecio parece sugerir esto en el pasaje más conocido sobre la posición de Epicuro. Probablemente Epicuro no asumió que podríamos responsabilizar moralmente nuestras acciones si son puramente aleatorias. 
Parece que Epicuro necesitó más bien el viraje solo para romper las cadenas causales en algún punto antes de nuestras acciones voluntarias, para que nuestra voluntad pueda proceder a donde nos lleve el placer y justo a donde nuestra mente nos lleve. Aristóteles dijo que algunas cosas "dependen de nosotros" (eph'hemin). Epicuro estuvo de acuerdo y dijo que es a estas últimas cosas a las que naturalmente se unen la alabanza y la culpa.

Pues ¿a quién estimas superior? […] Que se burla de aquello que algunos introducen como déspota de todo, el destino, diciendo él que algunas cosas surgen de la necesidad, otras del azar, y otras de nosotros mismos, pues ve que la necesidad es irresponsable, que el azar es inestable, mientras que lo que de nosotros depende no tiene otro amo, y que naturalmente le acompaña la censura o su contrario.
Epicuro, Carta a Meneceo (133-134)

Ambos pensadores han sido ridiculizados por la idea de un "libre albedrío" en movimientos atómicos aleatorios, pero se han propuesto una serie de interpretaciones al respecto. Susanne Bobzien argumenta que para Epicuro, las acciones están completamente determinadas por la disposición mental del agente y la responsabilidad moral surge si la persona no es forzada y es causalmente responsable de la acción. Por otro lado, Tim O'Keefe ha argumentado que Epicuro no eran libertario, sino compatibilista. Alternativamente, se ha propuesto que los epicúreos se preocupaban no de la libertad sino del control sobre nuestro desarrollo del carácter.

#### Cosmología
Con respecto a la totalidad de la realidad, Epicuro afirma que esta, como los átomos que la forman, es eterna. No hay un origen a partir del caos o un momento inicial. El mundo es, por tanto, efecto de unas causas mecánicas, y no hay razón para postular ninguna teleología. Tal y como leemos en la Carta a Heródoto: «el universo fue siempre tal como es ahora y siempre será tal, pues no existe nada hacia lo cual cambiar». Los epicúreos creían que los eventos en el mundo natural pueden tener múltiples explicaciones (pleonachos tropos) que son igualmente posibles y probables siempre que no contradigan los sentidos.

En efecto, si creemos que es posible que algo se genere de un cierto modo y en qué casos es posible permanecer al mismo tiempo imperturbable, reconociendo, sin embargo, que aquello se genera de múltiples modos, permaneceremos impertubables, como si supiéramos que se genera de un cierto modo.
Epicuro, Carta a Heródoto (80-81)

Epicuro sostuvo que el tiempo es discontinuo como el movimiento. Al contrario que sus contemporáneos, creía que el universo era ilimitado con un número ilimitado de átomos y una cantidad infinita de vacío. Como resultado de esta creencia, Epicuro y sus seguidores creían que la Tierra no era el centro del cosmos y también que debe haber infinitos mundos dentro del universo. Se cree que sostuvo la forma plana de la Tierra, como hizo Demócrito, y que los cuerpos celestes eran tan pequeños como se observaban, a diferencia de Demócrito.

### Ética
La ética, como ya se ha dicho, es la culminación del sistema filosófico de Epicuro: llevar a quien la estudia y practica a la felicidad. Puesto que la felicidad es el objetivo de todo ser humano, la filosofía interesa a cualquier persona, independientemente de sus características (edad, condición social, etc.). Al igual que Aristipo, la ética de Epicuro es una ética hedonista, donde lo placentero es moralmente bueno y lo doloroso es moralmente malo. Mientras Aristipo hizo del placer corporal la finalidad de la vida, Epicuro se centró en la calma y la tranquilidad basada en la autonomía o autarquía; la tranquilidad del ánimo del alma o ataraxia; y ausencia de dolor en el cuerpo o aponía.

#### El placer y la felicidad
Epicuro consideraba que la felicidad es el fin último de la vida y que consiste en vivir en continuo placer (hedoné), que definió como ausencia de dolor. Este punto de su doctrina ha sido a menudo objeto de malentendidos, calificándose tal teoría de vida como una «doctrina digna de los puercos», pues Epicuro no se refiriere a los placeres de los inmoderados, sino en hallarnos libres de sufrimientos del cuerpo y de turbación del alma.

Y como es el bien primero y connatural, por eso no elegimos todo placer, sino que a veces omitimos muchos placeres, cuando de estos se desprende para nosotros una molestia mayor; y consideramos muchos dolores preferibles a placeres, cuando se sigue para nosotros un placer mayor después de haber estado sometidos largo tiempo a tales dolores. Todo placer, pues, por tener una naturaleza apropiada a la nuestra, es un bien; aunque no todo placer ha de ser elegido; así también todo dolor es un mal, pero no todo dolor ha de ser por naturaleza evitado siempre
Epicuro, Carta a Meneceo  (129)

Epicuro realizó una cuidadosa categorización de los placeres y dolores en virtud de los beneficios que producen. Primero, señaló la existencia de tres tipos de deseos:

De los apetitos unos son naturales y necesarios; otros naturales y no necesarios, y otros ni naturales ni necesarios, sino movidos. Epicuro tiene por naturales y necesarios a los que disuelven las aflicciones, como el de la bebida en la sed; por naturales y no necesarios a los que solo varían el deleite, mas no quitan la aflicción, como son las comidas espléndidas y suntuosas; y por no naturales ni necesarios tiene v.gr. a las coronas y erección de estatuas.
Epicuro, Máximas capitales, XXIX

Diógenes Laercio señala que, a diferencia de los cirenaicos, Epicuro discernió entre los placeres de alma o en reposo (katastematikén) de los placeres del cuerpo o en movimiento (en kinései): la tranquilidad y la carencia del dolor son deleites estables; el gozo y el regocijo se ven en acto según el movimiento. Los placeres del cuerpo aunque considera que son los más importantes, en el fondo su propuesta es la renuncia de estos placeres. Los placeres del alma son superiores al placer del cuerpo, pues el corporal tiene vigencia en el momento presente pero es efímero y temporal, mientras que los del alma son más duraderos y pueden atenuar los dolores del cuerpo.
Epicuro dice que “todo placer es un bien en la medida en que tiene por compañera a la naturaleza”. Los placeres vanos no son buenos, porque a la larga acarrearán dolor y no solo son más difíciles de conseguir, sino además más fáciles de perder. Concluye como placeres fundamentales la ausencia de perturbación en el alma (ataraxía) y la ausencia de dolor físico (aponía), pues estos son placeres estables; en cambio, "la alegría (khára) y la fruición (euphrosíne) se miran conforme al movimiento en su actividad (katà kínesin energeía)".
También habla de la importancia de poseer una virtud para elegir y la estima en cuanto a los placeres que puede producir, pues es preferible "ser desafortunado razonando bien que afortunado razonando mal". Virtudes son tales como la sencillez, la moderación, la templanza, la alegría, etc. Para Epicuro, "las virtudes son connaturales con el vivir placentero y el vivir placentero es inseparable de ellas". La virtud más importante es la prudencia (phrónesis) porque nos permite el discernimiento de placeres que permiten acercarse a una vida feliz.
Epicuro también agradeció a la naturaleza "por haber hecho las cosas necesarias fáciles de adquirir, y las que son difíciles de adquirir, innecesarias". Epicuro vivió austeramente, comiendo una dieta simple de pan, queso, aceitunas y bebiendo una copa de vino ocasionalmente. Una vida plena privada, rodeada de amistades y de placeres moderados con el mínimo de dolores posibles y tranquilidad en el alma, brinda la felicidad.

#### Las cuatro curas
Filodemo de Gadara destiló las primeras cuatro doctrinas de las Máximas capitales epicúreas recogidos en un papiro en Herculano llamadas como las "Cuatro Remedios" o el Tetrafármaco, las cuales son:

No temas a los dioses,
no temas a la muerte,
el placer es fácil de obtener,
y el dolor es fácil de evitar.
Ἄφοβον ὁ θεός,
ἀνύποπτον ὁ ανατος,
καὶ τἀγαθὸν μὲν εὔκτητον,

τὸ δὲ δεινὸν εὐκαρτέρητον
Tetrafármaco

La lucha contra los miedos que atenazan al ser humano es parte fundamental de la filosofía epicúrea. Argumentó que la mayor parte del sufrimiento que experimentan los seres humanos es causado por los temores irracionales a la muerte, la retribución divina y el castigo en el más allá. En su Carta a Meneceo, Epicuro explica que la gente busca riqueza y poder debido a estos temores, creyendo que tener prestigio o influencia política los salvará de la muerte. Sin embargo, sostiene que la muerte es el fin de la existencia, que las aterradoras historias de castigos en el más allá son supersticiones ridículas. Si bien Epicuro no era ateo, entendía que los dioses eran seres demasiado alejados de nosotros, los humanos, y no se preocupaban por nuestras vicisitudes, por lo que no tenía sentido temerles. Por el contrario, los dioses deberían ser un modelo de virtud y de excelencia a imitar, pues según el filósofo viven en armonía mutua.

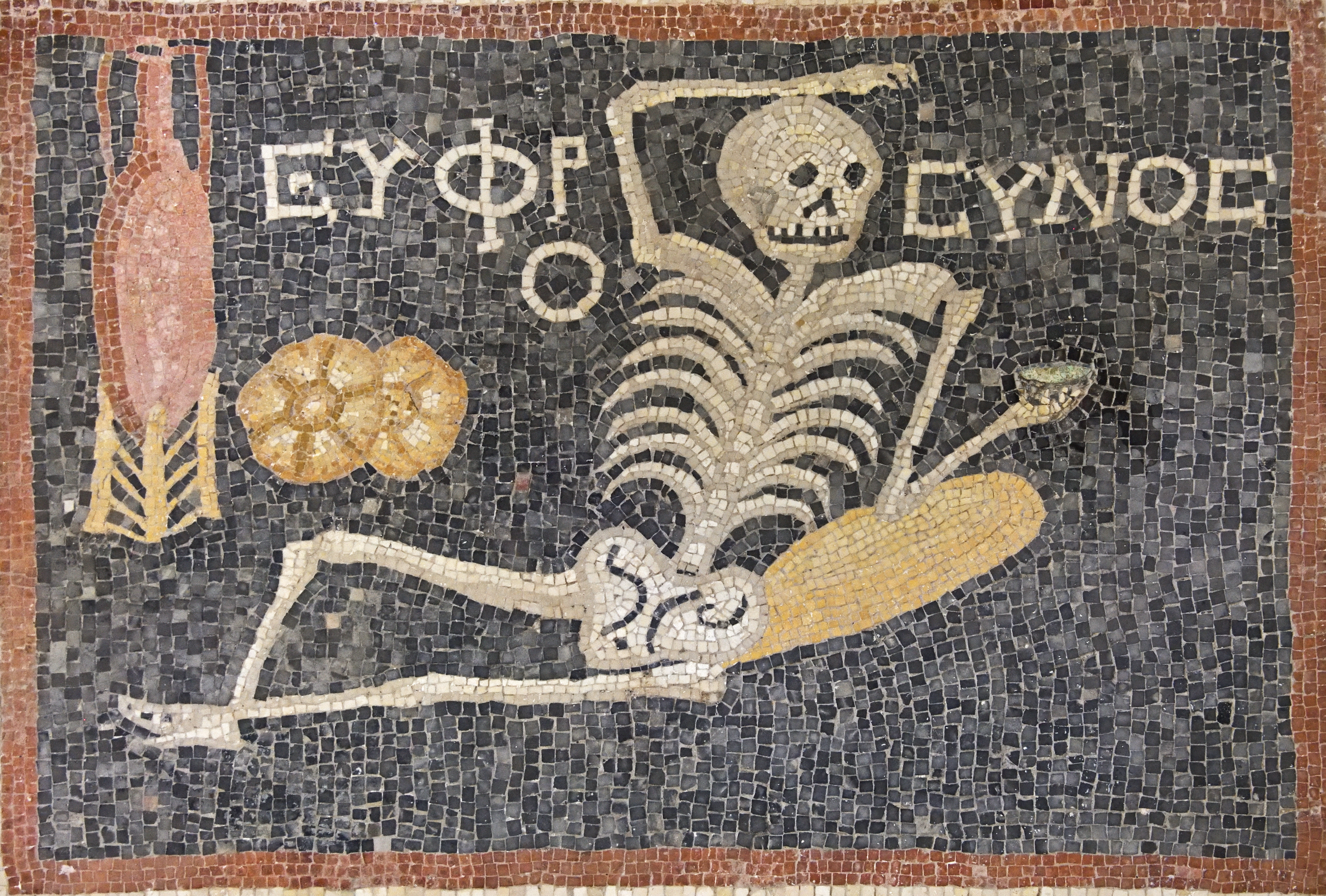
Mosaico romano del en Hatay, Turquía. Muestra a un esqueleto con la inscripción “Sé alegre, disfruta de tu vida” (“ΕΥΦΡΟΣΥΝΟΣ”).

En cuanto al temor a la muerte, lo consideraba un sin sentido, puesto que al morir, los átomos del alma se separan y como “todo bien y todo mal está en la sensación" y "la muerte es privación de sensación”, entonces "la muerte no es nada en relación a nosotros", pues mientras nosotros vivimos ella no ha llegado y cuando llegó ya no estamos. Luego, temer a la muerte en vida es absurdo porque "aquello cuya presencia no nos atribula, al esperarlo nos hace sufrir en vano". El poeta romano Lucrecio ofreció otro argumento en contra del temor a la muerte, llamado el "argumento de la simetría", en donde expone que no es temible padecer una inexistencia infinita en el futuro tras morir ya que no lo fue al padecer un inexistencia por un pasado infinito antes del nacimiento.
Finalmente, carece también de sentido temer a un futuro doloroso, puesto que: «ni es completamente nuestro, ni completamente no nuestro, a fin de que no lo esperemos con total certeza como si tuviera que ser, ni desesperemos de él como si no tuviera que ser en absoluto». En contra del pesimismo ético, la teoría de Epicuro sostiene que los placeres naturales, que nos alejan del dolor, son fáciles de obtener y, en consecuencia, lo que causa dolor se puede alejar enfocándose en el placer.

No se demora continuamente el dolor en la carne, sino que el más agudo perdura el mínimo tiempo, y el que solo aventaja apenas lo placentero de la carne no persiste muchos días. Y las enfermedades muy duraderas ofrecen a la carne una mayor cantidad de placer que de dolor.
Epicuro, Máximas capitales, IV

Diógenes de Enoanda, por su parte, ignora los Cuatro Remedios y en una inscripción que encargó en la plaza de Enoanda para promover la filosofía, argumenta que las tres raíces de todos los males son el miedo a los dioses, el miedo a la muerte, y los deseos sin fin o la incapacidad de entender los límites naturales de los deseos.

#### El amor y la amistad
Epicuro tenía una opinión dudosa sobre el placer del sexo y el matrimonio, se disputa si lo rechazaba o lo aceptaba en ciertos casos. Filodemo afirmó que los epicúreos no respetaban la fidelidad conyugal. En cambio, sostuvo que las amistades son esenciales para una vida feliz en lugar de vagas utopías políticas. Una de las Máximas capitales dice:

La injusticia no es en sí misma un mal, sino por el temor ante la sospecha de que no pasará inadvertida a los establecidos como castigadores de tales actos.
Epicuro, Máximas capitales, XXVII

La amistad epicúrea es una relación natural basada en un amor mutuo e indispensable para identidad personal, lo que revela al amigo epicúreo como otro yo. El tema de la amistad es un tema paradójico en Epicuro. Al igual que Aristóteles, Epicuro considera que el sabio es autosuficiente, que la autosuficiencia y la autarquía son un gran bien. El hombre sabio debe mantener su independencia y, sin embargo, considera Epicuro que la amistad no es para los sabios un medio simple sino un bien en sí mismo.

Pues, ciertamente no pasará la vida solo; pues el convivir es placentero y necesario. Si estas cosas, entonces, son bellas, placenteras y necesarias, pero no se admite que existan sin la amistad, tendrá necesidad el autárquico de amistad.
Magna moralia, II.15

Por otro lado Cicerón explica que el valor de la amistad epicúrea surge solo por el placer que produce. La posición académica respecto a la amistad epicúrea es el siguiente término medio:

Toda amistad debe ser buscada por si misma, tiene sin embargo su origen en la utilidad.
Epicuro, Sentencias Vaticanas, 23

Para forzar esto vínculos fraternales se debía ser sincero los unos con los otros. Los epicúreos practicaron la parresía (παρρησία), entendida como un discurso honesto entre la comunidad y opuesto al "conocimiento vulgar y al discurso de la adulación".

#### Los animales y el vegetarianismo

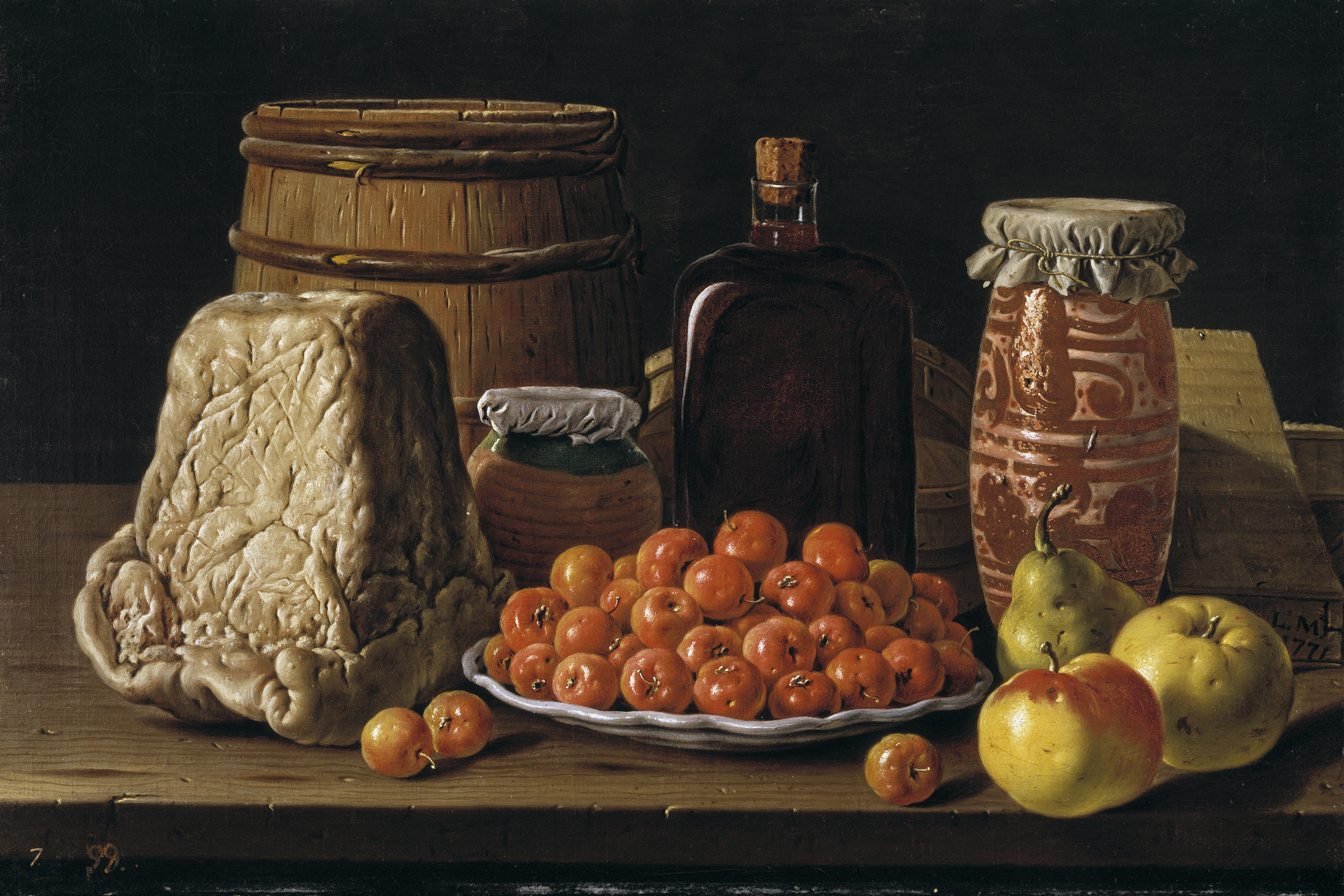
En los fragmentos de sus obras recomendó una dieta a base de pan, agua, vino y queso, como él mismo hizo.

Los epicúreos tienen cierta tendencia a establecer continuidades entre animales y seres humanos. Epicuro criticó el antropocentrismo aristotélico, aunque no rechaza la primacía humana sobre los animales, y afirma que todos los seres vivos están dotados de sensibilidad y buscan placer como los hombres que tratan de evitar el dolor. A diferencia de los platónicos, su respeto por la vida animal se basa en motivos sensoriales y no puramente religiosos o filosóficos. Lo más probable es que fuera vegetariano. Al menos de acuerdo con el testimonio del platónico Porfirio, él instó a sus discípulos a respetar a los animales y a una dieta sin carne.

### Política

#### Vive en la oscuridad
En contraste con los estoicos, los epicúreos mostraron poco interés en participar en la política de la época, ya que hacerlo genera problemas. Epicuro sostuvo que la política y la filosofía son irreconciliables, y que el filósofo debe rechazar lo político en favor de la vida contemplativa. En su lugar, abogó por el abandono de la polis por una comunidad de amigos. Este principio se resume en la frase láthê biōsas (λάθε βιώσας), que significa "vive en la oscuridad", "vive la vida sin llamar la atención", es decir, vive sin perseguir la gloria o la riqueza o el poder, pero anónimamente, disfruta de pequeñas cosas como la compañía de amigos. Plutarco elaboró sobre este tema en su ensayo An rectum dictum sit latenter esse vivendum en su obra Moralia.

Nos debemos liberar de nosotros mismos de la prisión de los asuntos habituales y políticos.
Epicuro, Sentencias Vaticanas, 58

Sin embargo, los epicúreos no son estrictamente apolíticos. Epicuro reconoce los beneficios de vivir en una sociedad, cuyas leyes son justas si son útiles para promover la felicidad, pero las que no son útiles no lo son. Los epicúreos reconocieron que alguna asociación política pueda ser vista como beneficiosa, por ejemplo, en el mantenimiento de la seguridad y la adquisición de riqueza. Séneca resume la posición epicúrea con la siguiente máxima: "Un hombre sabio no se acercará a los asuntos públicos a menos que algo intervenga" (Non accedet ad rem publicam sapiens, nisi si quid intervenerit). Benjamin Farrington vio a Epicuro aparecer como un reformador radical de la sociedad griega hacia su ideal de "amistad y no justicia, libertad y no autoridad, individualidad y no universalidad, experiencia sensorial y no axiomas a priori".

#### La Justicia
La reflexión acerca de la fundamentación racional de la justicia es una constante en la antigua filosofía griega. Platón, Aristóteles y Zenón de Citio creían en la existencia de una idea universal de justicia (sabiduría, prudencia, ley natural), principios que negó Epicuro. Epicuro tenía una teoría de la justicia basada en convención a un contrato social:

La justicia no era desde un comienzo algo por sí mismo, sino un cierto pacto sobre el no hacer ni sufrir daño surgido en las relaciones de unos y otros en lugares y ocasiones determinados.
Epicuro, Máximas capitales, XXXIII

La injusticia no es en sí misma un mal, sino por el temor ante la sospecha de que no pasará inadvertida a los establecidos como castigadores de tales actos.
Epicuro, Máximas capitales, XXXIV

Las leyes que son útiles para promover la felicidad son justas, pero las que no son útiles no lo son.

### Teología
Su Carta a Meneceo, es un resumen de sus propias enseñanzas morales y teológicas. Epicuro concibió a los dioses antropomórficamente compuestos de átomos más perdurables y argumentó que los dioses son cognoscibles por la mente. Unos subsisten en la individualidad material, otros en la semejanza de forma, producidos por el continuo flujo de los simulacros semejantes que constituyen el mismo objeto; son antropomorfos. 

Pues, ciertamente, los dioses existen, en efecto, el conocimiento acerca de ellos es evidente. Pero no son como lo estima el vulgo; porque este no preserva tal cual lo que de ellos sabe. Y no es impío el que rechaza los dioses del vulgo, sino el que imputa a los dioses las opiniones del vulgo. Pues las afirmaciones del vulgo sobre los dioses no son prenociones, sino suposiciones falsas.
Epicuro, Carta a Meneceo (123-124)

No se debe temer a los dioses, porque son perfectos y por lo tanto, son felices y no lastimarían a las personas. Según George K. Strodach, Epicuro podría haber prescindido fácilmente de los dioses por completo sin alterar en gran medida su visión materialista del mundo, pero los dioses aún desempeñan una función importante en la teología de Epicuro como el parangón de la virtud moral. Epicuro entendió que la felicidad suprema, que reside en Dios, no admite incremento; mientras que la humana recibe incremento y decremento de placeres. Su Carta a Meneceo termina afirmando que con sus enseñanzas se vivirá «como un dios entre hombres».

Pues ¿de qué le sirve a Dios», dice Epicuro, «siendo feliz y no necesitando nada, el que el hombre le adore? O, si tanto honró al hombre que hizo el mundo para él, que le dotó de sabiduría, que le hizo el señor de los seres vivos y que le amó como a su hijo, ¿por qué le hizo mortal y frágil? ¿Por qué dejó en medio de todos los males a quien amaba, cuando lo oportuno habría sido hacer al hombre feliz, como próximo y cercano a Dios que era, y eterno, como es el mismo Dios, para cuya adoración y contemplación ha sido modelado?
Lactancio, Instituciones Divinas, VII, 7

#### Paradoja de Epicuro

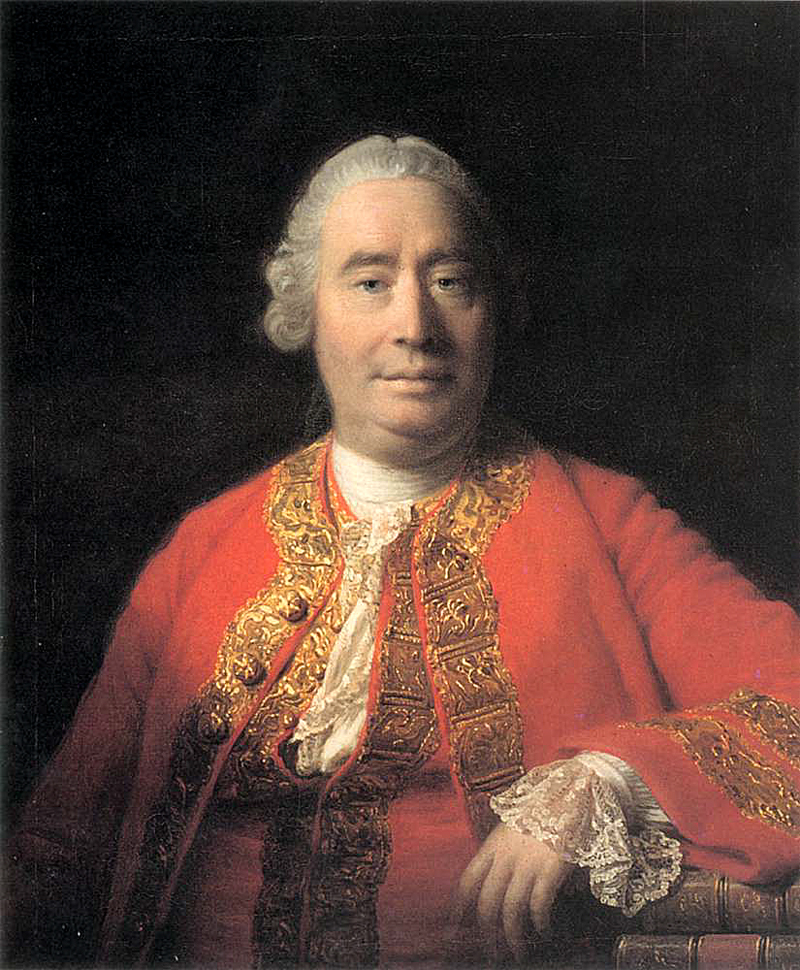
En Diálogos sobre la religión natural (1779), David Hume también atribuye el argumento a Epicuro.

En filosofía de la religión, se llama "problema del mal" al intento de conciliar la existencia del sufrimiento con la de una deidad omnisciente, omnipresente, omnipotente y omnibenevolente. Lactancio atribuye Epicuro el siguiente trilema:

Dios, dice, desea eliminar los males y no puede; o Él es capaz, y no está dispuesto; o Él no está dispuesto ni es capaz, o Él está dispuesto y es capaz. Si Él está dispuesto y es incapaz, es débil, lo cual no está de acuerdo con el carácter de Dios; si Él es capaz y no está dispuesto, Él es envidioso, que está igualmente en desacuerdo con Dios; si no está dispuesto ni es capaz, es envidioso y débil a la vez, y por lo tanto no es Dios; Si Él está dispuesto y es capaz, lo que por sí solo es apropiado para Dios, ¿de qué fuente son los males? ¿O por qué no los quita?
Lactancio, De Ira Dei, 13, 20-21

En los Diálogos sobre la religión natural (1779), el filósofo escocés David Hume lo expresa de la siguiente forma:

Las viejas preguntas de Epicuro aún no han sido respondidas: ¿Él (Dios) está dispuesto a prevenir el mal, pero no puede? entonces él es impotente. ¿Él puede, pero no está dispuesto? entonces él es malévolo. ¿Es capaz y dispuesto? Entonces, ¿de dónde viene mal?

Ningún escrito existente de Epicuro contiene este argumento. Sin embargo, la gran mayoría de los escritos de Epicuro se han perdido y es posible que se haya encontrado alguna forma de este argumento en su tratado perdido Sobre los dioses, que Diógenes Laercio describe como una de sus más grandes obras. Si Epicuro realmente hizo alguna forma de este argumento, no habría sido un argumento en contra de la existencia de las deidades, sino un argumento en contra de la divina providencia. Según el filósofo griego, los dioses residían en intermundos (metakosmia) o espacios existentes entre los astros, y no se preocupan en absoluto por el destino de los hombres ni se inmiscuían en el gobierno del universo; el Sabio, por ende, debía honrarlos.

## Legado

### Antigüedad

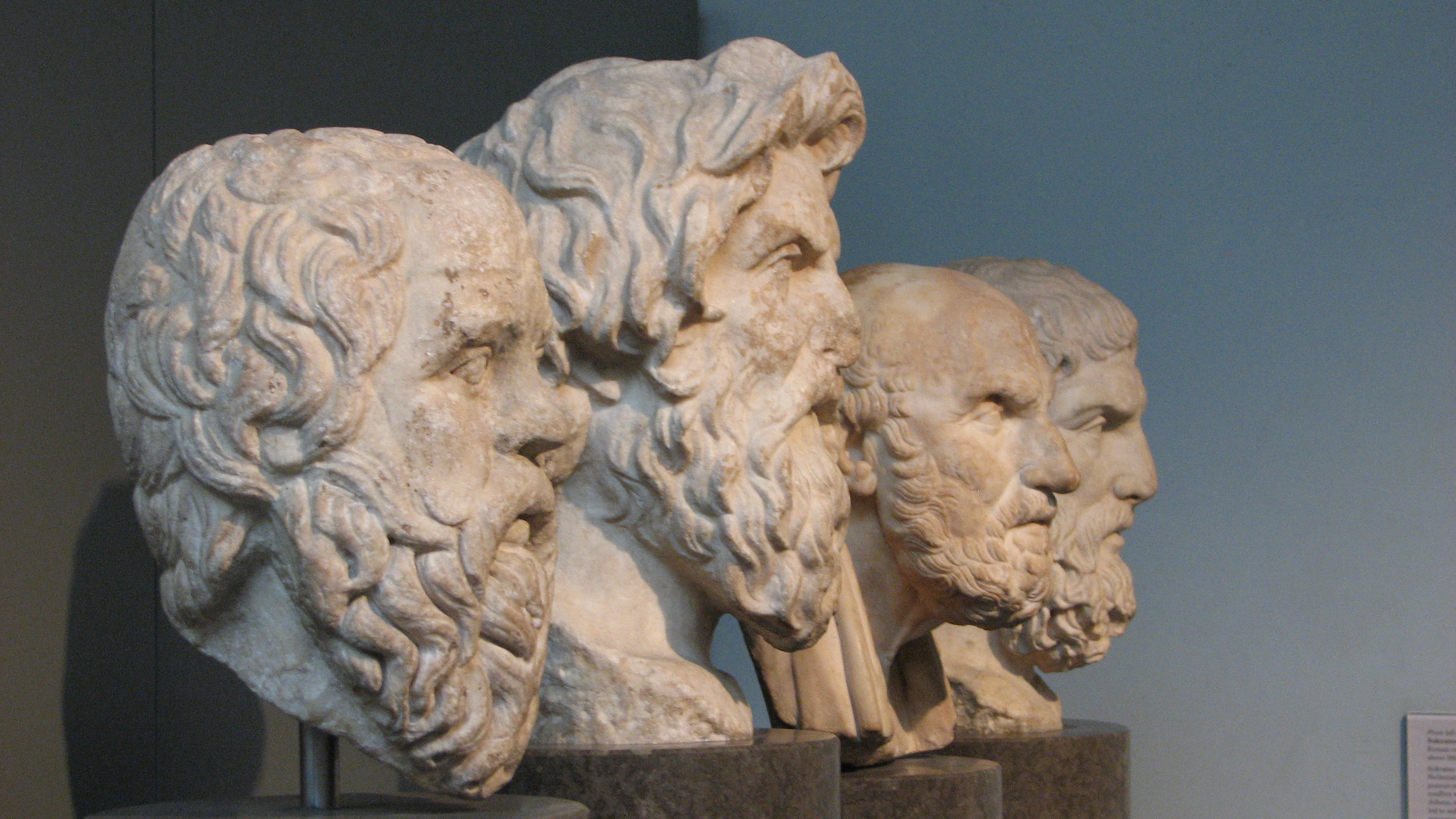
Bustos romanos de Sócrates, Antistenes, Crisipo de Solos y Epicuro en el Museo Británico de Londres.

El epicureísmo fue muy popular desde el principio. Diógenes Laercio registra que el número de epicúreos superó las poblaciones de ciudades enteras.  Se mantuvo como el filósofo más admirado y menospreciado en el Mediterráneo durante los siguientes cinco siglos. Sin embargo, Epicuro no fue admirado universalmente y, durante su vida, fue vilipendiado como un bufón ignorante y sibarita egoísta. A los discípulos de Platón los llamaba «aduladores de Dionisio», a Aristóteles lo llamó «un perdido, porque habiendo malgastado todos sus haberes, tuvo que darse a la milicia, y aun a vender medicamentos». Llegó a calificar a los cirenaicos como «enemigos de Grecia» y a los escépticos de «ignorantes» e «iletrados».
El sucesor de Epicuro en la dirección del Jardín fue Hermarco de Mitilene, y Polistrato. Otros epicúreos contemporáneos a ambos fueron Metrodoro y Colotes. Entre los epicúreos del siglo II a. C., debe mencionarse a Demetrio de Lacón, de cuyas obras quedan algunos fragmentos, y Apolodoro, que escribió más de 400 libros. Su discípulo Zenón de Sidón también escribió muchas obras, y su sucesor fue Fedro. Filodemo de Gadara en los papiros herculaneos, que comprenden numerosas obras epicúreas. Patro fue el líder de la escuela hasta el 51 a. C.
Las enseñanzas de Epicuro fueron introducidas en la filosofía y la práctica médica por el médico epicúreo Asclepíades de Bitinia, quien fue el primer médico que introdujo la medicina griega en la Antigua Roma. Asclepíades presentó el tratamiento simpático, agradable e indoloro de los pacientes. Abogó por un trato humano a las personas con trastornos mentales y el trato de terapias naturales, como la dieta y los masajes. El epicureísmo ya se había introducido en Roma, en el siglo II a. C. La primera persona en difundir sus doctrinas en la prosa latina fue un cierto Amafinio. Entre los seguidores de las enseñanzas de Epicuro en la Antigua Roma figuran los poetas Horacio, cuya famosa declaración Carpe Diem ("aprovecha el día") ilustra su filosofía y en su Carta a Tibulo (Ep. I 4, 16) se confiesa orgulloso de ser Epicuri de grege porcum (“un cerdo de la piara de Epicuro”); y Virgilio. Sus enseñanzas llegaron incluso hasta Julio César, las cuales le llevaron a declararse contra la pena de muerte defendida por el estoico Catón el Joven durante el juicio contra el conspirador Catilina, ya que "en medio del dolor y la miseria, la muerte es un alivio de las penas, no un castigo". Su suegro, Lucio Calpurnio Pisón Cesonino, también era un adepto de la escuela epicúrea.
El devoto seguidor de Epicuro, el poeta romano Lucrecio, en su poema De rerum natura declaró que las prácticas religiosas populares no solo no inculcan la virtud, sino que resultan en "delitos tanto malvados como impíos", citando el sacrificio mítico de Ifigenia como ejemplo. Este mito como un ejemplo de los males de la religión popular, en contraste con la teología más sana defendida por Epicuro. También argumenta que la creación divina y la providencia son ilógicas, no porque los dioses no existan, sino porque estas nociones son incompatibles con los principios epicúreos de la indestructibilidad y la bienaventuranza de los dioses.
Algunos romanos tuvieron una visión negativa del epicureísmo, ya que consideraban que su defensa de la búsqueda de voluptas ("placer") era contraria al ideal romano de virtus ("virtud masculina"). Por lo tanto, a menudo se estereotipaba a sus seguidores como débiles y afeminados. Los críticos prominentes de su filosofía incluyen a autores como Cicerón y el griego neoplatónico Plutarco. En De finibus, Cicerón critica enseñanzas éticas de Epicuro en un diálogo con sus amigos epicúreos Lucio Manlio Torcuato y Gayo Valerio Triario; y en De natura deorum los acusa de plagiar a Demócrito. El estoico Epicteto "lo llama petulante en el hablar, y lo reprende en extremo", mientras que el estoico Séneca fue un defensor de su figura. En De vita beata, el filósofo sostiene que los preceptos de Epicuro son «justos y rectos», que el placer que propone «es sobrio y austero» y critica a quienes, tergiversando su doctrina, se lanzan a deleites inmoderados. El filósofo escéptico posterior Sexto Empírico rechazó las enseñanzas de los epicúreos específicamente porque los consideraba como "dogmaticistas" teológicos.
Por otro lado, Diógenes Laercio elogió a Epicuro: «era un hombre excelente en todos los aspectos». El escritor escéptico Luciano de Samosata se apoyó en el epicureísmo para ridiculizar la superstición, las prácticas religiosas y creencia en lo paranormal. Dejó escrito este encomio a Epicuro:

Qué bendiciones crea ese libro para sus lectores y qué paz, tranquilidad y libertad engendra en ellos, liberándolos como lo hace de los terrores, apariciones y portentos, de vanas esperanzas y ansias extravagantes, desarrollando en ellos inteligencia y verdad, y verdaderamente purificando su comprensión, no con antorchas, cebollas albarranas y demás tonterías, sino con pensamiento directo, veracidad y franqueza.

En los siglos I y II d. C., el epicureísmo entró en declive, ya que no podía competir con el estoicismo, que tenía un sistema ético más en línea con los valores romanos tradicionales. De todas las escuelas filosóficas griegas, el epicureísmo era la que más discrepaba con las nuevas enseñanzas judeocristianas, ya que creían que el alma era mortal, negaban que lo divino tuviera un papel activo en la vida humana y abogó por el placer como el principal objetivo de la existencia humana. La misma palabra "hereje" en hebreo, אפיקורוס (epikóros),  proviene del nombre de Epicuro. Como tal, escritores cristianos primitivos y Padres de la Iglesia como Justino Mártir (c. 100– c. 165 d. C.), Atenágoras de Atenas (c. 133– c. 190), Tertuliano (c. 155– c. 240) y Clemente de Alejandría (c. 150– c. 215), Arnobio (murió c. 330), y Lactancio (c. 250-c.325) lo criticaron ferozmente. A pesar de esto, DeWitt argumenta que el epicureísmo, en muchos sentidos, ayudó a allanar el camino para la expansión del cristianismo por su gran énfasis en la importancia del amor, el perdón y las primeras representaciones cristianas de Jesús a menudo son similares a las representaciones de Epicuro, llamando al epicureísmo "la primera filosofía misionera" y "la filosofía del primer mundo".

### Edad Media

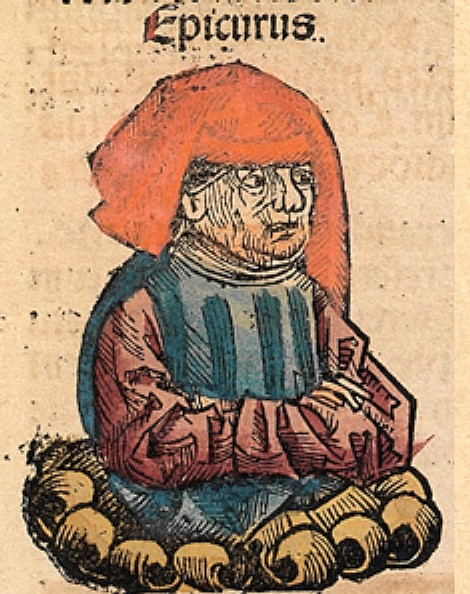
Epicurus representado en la Crónica de Nuremberg (1493).

En la Edad Media, Epicuro era conocido a través de Cicerón y las polémicas de los Padres de la Iglesia. Seguidores epicúreos como Diógenes de Enoanda talló obras de Epicuro en un pórtico y Diogeniano, cuyos fragmentos de polémica contra el Crisipo se encuentran en el historiador de la iglesia Eusebio de Cesarea. Entre los siglos IV y V, Epicuro fue mencionado por Páladas. A principios del siglo V, el epicureísmo estaba virtualmente extinto. Por el siglo IV, el emperador Juliano el Apóstata agradeció a los dioses por no permitir que ninguno de los libros de Epicuro sobrevivieran. Agustín de Hipona (354–430 d. C.) declaró: "sus cenizas son tan frías que de ellas no se puede sacar ni una sola chispa".  Mientras que las ideas de Platón y Aristóteles podían adaptarse fácilmente a una cosmovisión cristiana, las ideas de Epicuro no eran tan fáciles de entender y no se le tenía en tanta estima.
Durante la Edad Media, Epicuro fue recordado por los eruditos como un filósofo, pero con frecuencia apareció en la cultura popular como el portero del Jardín de las Delicias, el "propietario de la cocina, la taberna y el burdel".  Él aparece en Los Cuentos de Canterbury de Geoffrey Chaucer y en el Infierno de Dante en el Sexto Círculo del Infierno,  encarcelados en ataúdes de fuego por haber creído que el alma muere con el cuerpo.

### Renacimiento
En 1417, Poggio Bracciolini descubrió una copia de De la naturaleza de las cosas de Lucrecio en un monasterio cerca del lago Constanza.  El descubrimiento de este manuscrito se encontró con una emoción inmensa, porque los estudiosos estaban ansiosos por analizar y estudiar las enseñanzas de los filósofos clásicos y este texto previamente olvidado contenía el relato más completo de las enseñanzas de Epicuro conocidas en latín. La primera disertación académica sobre la ética de Epicuro, De voluptate (Sobre el placer) del humanista italiano y sacerdote católico Lorenzo Valla se publicó en 1431. Valla otorgó credibilidad al epicureísmo como una filosofía que merecía ser tomada en serio manteniendo que el verdadero bien es el placer y no la virtud.
Los Humanistas de Quattrocento no respaldaron con claridad el epicureísmo pero eruditos como Francesco Zabarella (1360–1417), Francesco Filelfo (1398–1481), Cristoforo Landino (1424–1498) y Leonardo Bruni ( c. 1370–1444) le dieron al Epicureísmo un análisis más justo que el que había recibido tradicionalmente y proporcionó una evaluación menos abiertamente hostil del mismo Epicuro.  No obstante, el "epicureísmo" siguió siendo un peyorativo.

### Edad Moderna
En el siglo XVI, en términos de actitud y dirección del pensamiento, los dos primeros grandes epicúreos fueron Michel de Montaigne en Francia y Francesco Guicciardini en Italia.
En el siglo XVII, el sacerdote y erudito católico francés Pierre Gassendi (1592 - 1655) trató de desalojar al aristotelismo de su posición del dogma más alto al presentar el epicureísmo como una alternativa mejor y más racional. En 1647, Gassendi publicó su libro De vita et moribus Epicuri (La vida y la moral de Epicurus), una defensa apasionada del epicureísmo. Gassendi modificó las enseñanzas de Epicuro para hacerlas aceptables para una audiencia cristiana. Por ejemplo, argumentó que los átomos no eran eternos, increados e infinitos, sino que sostenían que un número extremadamente grande pero finito de átomos fueron creados por Dios en la creación. Thomas Hobbes, un amigo de Gassendi, retomó la teoría del placer y la interpretó en un sentido más cercano a la doctrina cirenaica.
Las enseñanzas de Epicuro fueron respetables en Inglaterra por el filósofo natural Walter Charleton (1619 - 1707), cuya primera obra epicúrea, The Darkness of Atheism Dispelled by the Light of Nature (1652), modificó en el epicureísmo como un "nuevo" atomismo. La Royal Society, fundada en 1662, avanzó el atomismo epicúreo. Uno de los defensores más prolíficos del atomismo fue Robert Boyle. Francisco de Quevedo también defendió al filósofo griego rehabilitándolo como un filósofo cristiano.

### Ilustración

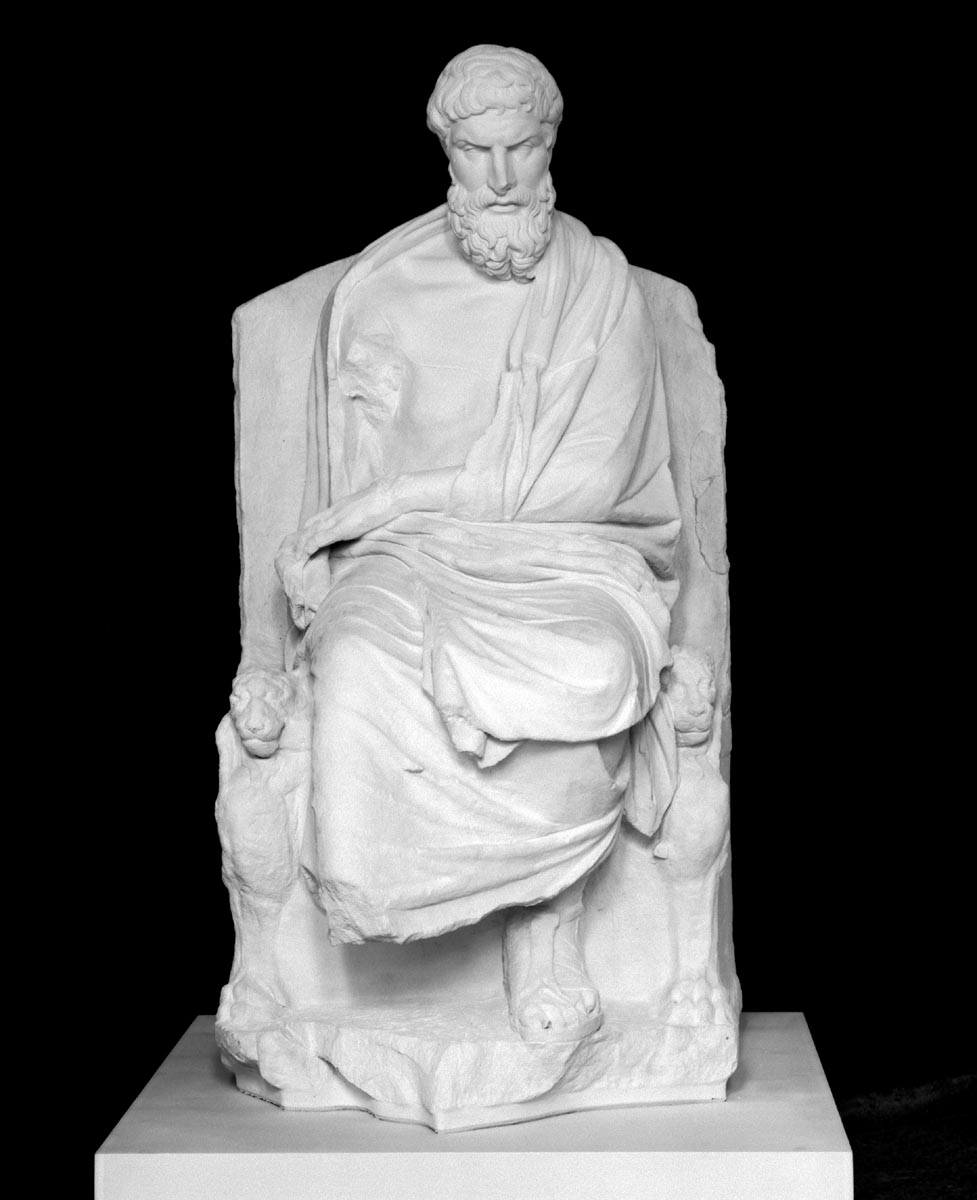
Reconstrucción por K. Fittschen de una escultura de Epicuro entronizado, presuntamente erigida después de su muerte. Universidad de Göttingen.

Mientras tanto, John Locke (1632 - 1704) adaptó la versión modificada de Gassendi de la epistemología de Epicuro, que se hizo muy influyente en el empirismo inglés. Muchos pensadores con simpatías hacia la Ilustración apoyaron el epicureísmo como una admirable filosofía moral.
Durante los siglos XVII y XVIII, la nación europea en la que el epicureísmo estuvo más activo fue Francia. Entre sus adeptos se encontraban François de La Rochefoucauld, Charles de Saint-Évremonde, Claude-Adrien Helvétius y el barón de Holbach. Julien de La Mettrie estuvo muy influido por el epicureísmo. Escribió una exposición de las ideas de Epicuro en Système d'Épicure (1750) y se refirió a su filosofía como un sistema Epicuro-Cartesiano. Charles T. Wolfe le describe como un "epicureísmo médico".
El filósofo prusiano Immanuel Kant (1724 - 1804) calificó a Epicuro como "el más destacado filósofo de la sensibilidad". Además, para Kant, Epicuro procedió en su filosofía de una manera mucho más consecuente que otros filósofos sensualistas como Locke o Aristóteles.
El presidente estadounidense Thomas Jefferson (1743-1826), uno de los Padres Fundadores de los Estados Unidos, declaró en 1819: "Yo también soy un Epicúreo. Considero que las doctrinas genuinas (no imputadas) de Epicuro contienen todo lo racional en la filosofía moral que Grecia y Roma nos han dejado". Jefferson fue el mentor personal de la abolicionista y feminista Frances Wright, la autora de la novela Varios días en Atenas, que ha sido llamada la gran obra maestra epicúrea en el idioma inglés, donde Epicuro toma un diálogo ficticio con el estoico Zenón de Citio.

### Edad Contemporánea
El hedonismo de Epicuro fue la base clave de las doctrinas éticas del utilitarismo defendidas por Jeremy Bentham (1748 - 1832) y John Stuart Mill (1806 - 1873). Como en Epicuro, Mill defendió en El utilitarismo que la ética es el arte de vivir basado en el cálculo de los placeres, donde la virtud y la felicidad se conjugan mutuamente.

Con todo, no existe ninguna teoría conocida de la vida epicúrea que no asigne a los placeres del intelecto, de los sentimientos y de la imaginación, y de los sentimientos morales, un valor mucho más elevado en cuanto placeres que a los de la pura sensación.
John Stuart Mill. El utilitarismo

Por otro lado, Hegel (1770 - 1831) presentó desfavorablemente los postulados metafísicos del atomismo epicúreo en Lecciones sobre la filosofía de la historia universal. Hegel encuentra que el epicureísmo "aparece como una víctima sin sentido de la sensación, abrumada con detalles e incapaz de órdenes superiores de pensamiento, conceptos (Begriffe) y la comprensión (das Begreifen), y totalmente desligados de la teleología racional".

Con tales palabras vacías y concepciones sin sentido no nos detendremos más; no podemos tener respeto por los pensamientos filosóficos de Epicuro, o más bien él no tiene pensamientos para que nosotros los respetemos.
Hegel. Lecciones sobre la filosofía de la historia universal, Primera parte: Filosofía griega, Sección Dos, B. Epicuro.

Arthur Schopenhauer (1788 - 1860) entendió la ausencia del dolor de la aponía y ataraxia epicúreas como forma de liberación de la "voluntad de poder". También compartió la visión de la muerte epicúrea, puesto que un mal presupone la existencia para ser experimentado pero la muerte es la completa inexistencia y la ausencia de conciencia.
El filósofo alemán Karl Marx (1818-1883), cuyas ideas son la base del marxismo, fue profundamente influenciado en su juventud por las enseñanzas de Epicuro y su tesis doctoral fue un análisis dialéctico hegeliano de las diferencias entre las filosofías naturales de Demócrito y Epicuro (Diferencia entre la filosofía de la naturaleza de Demócrito y la de Epicuro). Marx propuso que la ética epicúrea está relacionada con la física y epistemología. Marx veía a Epicuro como un empirista dogmático, cuya visión del mundo es internamente consistente y prácticamente aplicable. Marx consideró a Epicuro “el más grande educador griego”, así como el librepensador más formidable y combativo contra la religión.
Friedrich Nietzsche (1844 - 1900) fue antagonista de los padres de la filosofía griega (Platón y Sócrates), pero consideró a Epicuro como «uno de los hombres más grandes, el inventor de una manera heroico-idílica del filosofar». Señaló que:

¿Qué es, pues, Europa? La cultura griega crecida a partir de elementos tracios y fenicios, el helenismo, el filohelenismo de los romanos, su Imperio Mundial, cristiano, el cristianismo, portador de elementos antiguos, de estos elementos acaban por surgir los gérmenes científicos, del filohelenismo deviene un cuerpo filosáfico: hasta donde se cree en la ciencia llega ahora Europa. La romanidad fue eliminada, el cristianismo desinflado. No hemos ido más allá de Epicuro; pero su autoridad está infinitamente más extendida —helenización cuatro veces más grosera y superficial—.
Friedrich Nietzsche. Humano, demasiado humano, 33 (9).

Además dijo de él:

Epicuro ha vivido en todos los períodos, y vive todavía, sin el conocimiento de aquellos que llamaron y todavía se llaman ellos mismos epicúreos, y sin reputación entre los filósofos. Él mismo ha olvidado su propio nombre, ese fue el equipaje más pesado que alguna vez arrojó.
Friedrich Nietzsche. El caminante y su sombra, 227.

En el siglo XIX, la interpretación del placer como principio psíquico de acción fue iniciada por Gustav Theodor Fechner, el fundador de la psicofísica, y desarrollado a finales de siglo por Sigmund Freud en el nivel psicoanalítico del inconsciente. El premio Nobel de química Ilya Prigogine apreció la defensa del indeterminismo en el clinamen epicúreo, siendo precursor del principio de indeterminación de Werner Heisenberg.
El interés académico en Epicuro y otros filósofos helenísticos aumentó a lo largo de finales del siglo XX y principios del siglo XXI, con un número sin precedentes de monografías, artículos, resúmenes y documentos de conferencias que se publicaron sobre el tema. Los textos de la biblioteca de Filodemo de Gadara en la Villa de los papiros en Herculano, descubiertos por primera vez entre 1750 y 1765, están siendo descifrados, traducidos y publicados por académicos que forman parte del Philodemus Translation Project, financiado por el Fondo Nacional para las Humanidades de los Estados Unidos, y parte del Centro per lo Studio dei Papiri Ercolanesi en Nápoles. El economista Ludwig von Mises (1881-1973) se inspiró en las enseñanzas epicúreas, especialmente en el desarrollo de la praxeología.
Filósofos modernos como Jun Tsuji y Michel Onfray fueron muy influenciados por Epicuro. Onfray expresó que: "Sin Epicuro no habrían existido el Renacimiento, ni Montaigne, ni el pensamiento libertino del siglo XVII, ni la filosofía de la Ilustración, ni la Revolución Francesa, ni el ateísmo, ni las filosofías de la liberación social. Epicuro puede constituir un poderoso remedio contra la fiebre decadentista contemporánea." La noción de parresía epicúrea también fue objeto de investigación de Michel Foucault en La hermenéutica del sujeto, y de Judith Butler en Sin miedo. Asimismo, autores como el profesor y catedrático Joaquín Riera Ginestar  han abordado la vigencia del pensamiento epicúreo en la posmodernidad. De esta manera, Riera Ginestar ha concluido que el históricamente malinterpretado hedonismo epicúreo, que por su limitación resulta casi un ascetismo y que armoniza bien con la antigua máxima apolínea de que la sabiduría consiste en la moderación y el conocimiento de los límites, está totalmente alejado tanto de la tiranía de la «happycracia» como de la nociva cultura del deseo desaforado y vacuo de la posmodernidad. Por ello mismo dicho autor considera que el epicureísmo, es decir, la propuesta intemporal de Epicuro para una felicidad auténtica, puede constituir una terapia eficaz contra los males que aquejan al nihilista ser humano de la era posindustrial. 
El atractivo popular de Epicuro entre los no académicos es difícil de medir, pero parece ser relativamente comparable al atractivo de los temas filosóficos griegos antiguos más tradicionalmente populares como el estoicismo, Aristóteles y Platón. Anatole France escribió en 1895 un libro titulado El jardín de Epicuro, donde dicho autor muestra sus posturas filosóficas. El dibujante Sam Kieth ilustró dos volúmenes de la novela gráfica Epicuro el sabio, siendo Epicuro el protagonista. Hoy en día existen sociedades y grupos de epicúreos en países como Grecia, Italia y Australia.

## Eponimía
El asteroide (5954) Epikouros, descubierto el 19 de agosto de 1987, lleva el nombre de Epicuro.

### Fuente primaria
- Alvarez, Alberto Enrique (2016). El Gnomologicum Vaticanum y la filosofía de Epicuro. Universidad Autónoma de Madrid.
- Caro, Sebastián (2008). «EPICURO: EPÍSTOLA A HERÓDOTO». ONOMAZEIN. Archivado desde el original el 14 de abril de 2017.
- Camps, Montserrat; Mestre, Francesca (2007). Obras (42). Madrid: Biblioteca Gredos. ISBN 9788447353057.
- Catapa, Alfonso (2019). Sobre el placer y la naturaleza (1ª edición edición). ISBN 978-84-17134-77-8. OCLC 1129286170.
- Diógenes, Laercio (2013). Vidas y opiniones de los filósofos ilustres (2ª ed edición). Alianza Editorial. ISBN 978-84-206-7697-5. OCLC 864325953.
- Epicuro (1994). Obras (Jufresa, Montserrat, trad.). Altaya. ISBN 8448701798.
- Epicuro (2018). El placer y la felicidad: Obras selectas. Editorial Verbum. ISBN 978-84-9074-780-3.
- García Gual, Carlos (2002). Epicuro. Madrid: Alianza Editorial. ISBN 9788420640945.
- Lledó, Emilio; García Gual, Carlos (2013). Filosofía para la felicidad (1. ed edición). Errata Naturae. ISBN 978-84-15217-55-8. OCLC 861592152.
- Ortega, Fernando (2015). EPICURO: Cartas y sentencias, seguido CICERÓN: La filosofía de Epicuro. José J. de Olañeta, Editor. ISBN 978-84-9716-909-7. OCLC 913121425.
- Oyarzún, Pablo (1999). «EPICURO: CARTA A MENECEO». ONOMAZEIN. Archivado desde el original el 4 de abril de 2018.

### Fuente adicional
- Diccionario Enciclopédico Hispano-Americano de Literatura, Ciencias y Artes. Barcelona: Montaner y Simón Editores (texto de dominio público). 1887–1910.
- Berti, Gabriela (2015). Epicuro: el objetivo supremo de la filosofía es conseguir la felicidad. RBA. ISBN 9788447383221. OCLC 943667759.
- Arrighetti, Graziano (1978). «Epicuro y su escuela». La filosofía griega II (6ª edición). Madrid. ISBN 84-323-0014-4.
- Farrington, Benjamín (1968). La rebelión de Epicuro (José Cano Vázquez, trad.) (3ª edición). Barcelona: Ediciones de Cultura Popular.
- García Gual, Carlos (1982). «Epicuro hoy». Cuadernos de la Fundación Pastor (29).
- García Gual, Carlos; Ímaz, María Jesús (2008). La filosofía helenística: éticas y sistemas. Madrid: Síntesis. ISBN 9788497565301.
- Farrington, Benjamin (1968). La rebelion de Epicuro. Ediciones de Cultura Popular.
- García Gual, Carlos (1970). «Epicuro, el liberador». Estudios clásicos 14 (61).
- Kant, Immanuel (2010). Crítica de la razón pura (Pedro Ribas, trad.). Madrid: Gredos.
- Lledó, Emilio (2003). El epicureísmo (2ª edición). Madrid: Taurus. ISBN 9788430615582.
- Marx, Karl (1988). Escritos sobre Epicuro (1839-1841). Barcelona: Crítica.
- Marx, Karl (2021). Diferencia entre la filosofía de la naturaleza de Demócrito y la de Epicuro. Greenbooks editore. ISBN 979-12-5971-035-2.
- Mas, Salvador (2018). Epicuro, epicúreos y el epicureísmo en Roma (Primera edición edición). ISBN 978-84-362-7366-3. OCLC 1054304628.
- Mill, John Stuart; Guisán, Esperanza (2014). El utilitarismo (3ª ed edición). Alianza Editorial. ISBN 978-84-206-8432-1. OCLC 879368491.
- Mitsis, Phillip (2020). Oxford Handbook of Epicurus and Epicureanism (en inglés). Oxford University Press. ISBN 978-0-19-974421-3.
- Mondolfo, Rodolfo (1997). «La ética de Epicuro y la conciencia moral». La conciencia moral de Homero a Democrito y Epicuro. Buenos Aires: EUDEBA SEM. ISBN 9789502306612.
- Riera Ginestar, Joaquín (2022). El arte del bien vivir. Sabiduría epicúrea, felicidad y posmodernidad. Almuzara: Córdoba. ISBN 978-84-16750-93-1.
- Strodach, George K. (2012). The Art of Happiness (en inglés). Penguin. ISBN 978-1-101-60865-4. Consultado el 15 de julio de 2021.
- Warren, James (2009). The Cambridge Companion to Epicureanism (en inglés). Cambridge: Cambridge University Press. ISBN 9780521873475.
- Wilson, Catherine (2020). Cómo ser un epicúreo: Una filosofía para la vida moderna. Grupo Planeta. ISBN 978-84-344-3199-7.